# Lakatna kost
Lakatna kost (lat. ulna) je duga kost, koja je smještena na medijalnoj strani podlatktice, usporedno sa palčanom kosti (lat. radius).

## Strukture
Ulna se sastoji od dva zadebljana kraja (gornji i donji) i trupa.

### Gornji (proksimalni) kraj
Na gornjem kraju nalaze se dva izraštaja: vjenčani nastavak (lat. processus coronoideus) i lakatni vrh (grč. olecranon). Između dva izraštaja nalazi se zglobna površina za valjak ramene kosti. Na koronoidnom nastavku nalazi se urez koji sadrži zglobnu površinu za proksimalni radioulnarni zglob s palčanom kosti.

### Trup
Trup kosti ima tri ploštine i tri ruba:
- prednja ploština
- medijalna ploština
- stražnja ploština
- prednji rub
- stražnji rub
- lateralni rub

### Donji (distalni) kraj
Donji kraj kosti je ujedno i glava lakatne kosti (lat. caput ulnae). Oko glave ulne nalazi se zglobna ploština za distalni zglob s palčanom kosti. Donja strana palčane kosti sadrži i zglob ploštinu za zglob sa trokutastom kosti (lat. os triquetrum), te stiloidni nastavak (lat. processus styloideus).

## Zglobovi
Lakatna kost je uzglobljena sa:
- ramenom kosti (lat. humerus) u lakatnom zglobu
- palčanom kosti, na proksimalnom i distalnom kraju, te je povezana s palčanom kosti međukoštanom opnom podlaktice.
- s kosti pešća, ustvari s trokutastom kosti